# Aphria ocypterata
Aphria ocypterata är en tvåvingeart som beskrevs av Townsend 1891. Aphria ocypterata ingår i släktet Aphria och familjen parasitflugor. Inga underarter finns listade i Catalogue of Life.